# Ptychadena pumilio
Ptychadena pumilio е вид жаба от семейство Ptychadenidae. Видът не е застрашен от изчезване.

## Разпространение
Разпространен е в Бенин, Демократична република Конго, Етиопия, Камерун, Кот д'Ивоар, Мали, Нигерия, Сенегал, Сиера Леоне и Централноафриканска република.